# Kark-e Soflá
Kark-e Soflá (persiska: كَركِ سُفلَى, كَرك, کرک سفلی) är en ort i Iran.   Den ligger i provinsen Hamadan, i den nordvästra delen av landet, 300 km sydväst om huvudstaden Teheran. Kark-e Soflá ligger 1 646 meter över havet och antalet invånare är 589.
Terrängen runt Kark-e Soflá är platt åt nordost, men åt sydväst är den kuperad. Terrängen runt Kark-e Soflá sluttar norrut.Runt Kark-e Soflá är det ganska tätbefolkat, med 124 invånare per kvadratkilometer. Närmaste större samhälle är Nahāvand, 8,0 km öster om Kark-e Soflá. Trakten runt Kark-e Soflá består till största delen av jordbruksmark.